# Phil Alden Robinson
Phil Alden Robinson (1 de marzo de 1950) es un director de cine norteamericano y guionista que ha dirigido películas como Campo de sueños, Sneakers y Pánico nuclear.

## Vida y carrera
Robinson nació en Long Beach, Nueva York, es hijo de Jessie Frances y S. Jesse Robinson, quién era crítico y coordinador de medios de comunicación para el departamento de licores de la National Distillers & Químic Corp. Robinson se graduó en la Universidad de Schenectady, Nueva York con un Bachelor de grado en Ciencia Política y recibió un Doctorado de Letras  en 1996.
Robinson dirigió la película de béisbol, Campo de sueños (1989). Ganó nominaciones al Gremio de Directores de Premio de América, al Gremio de Escritores de Premio de América, y al Oscar por Mejor guion adaptado (la película también fue nominada a Mejor película y Mejor banda sonora). 
Su siguiente film, Sneakers (Los fisgones, 1992), fue nominado a un Edgar Premio por los Escritores de Misterio de América.
Por Hermanos de sangre (2001), Robinson (junto con todos los directores en la serie) fue nominado para un premio del Gremio de Directores  y ganó un Emmy Premio.
En 1990, Robinson fue nombrado Guionista del Año por la Asociación Nacional de Dueños de Teatro, y en 1994 recibió el premio del Gremio de Escritores de Valentine de América por contribuciones a la industria del entretenimiento.
En 1992, acompañó a la Comisión para Refugiados de las Naciones Unidas como observador en misiones de ayuda a Somalia y Bosnia, donde escribió y dirigió el primero de cinco documentales para la cadena ABC. El último, Primavera de Sarajevo, concurrió a los Premios Emmy en 1997.
Robinson es actualmente Vicepresidente de la Academia de Artes de Ciencias Cinematográficas.

## Premios y nominaciones
Premios Óscar
| Año  | Categoría            | Película        | Resultado |
| ---- | -------------------- | --------------- | --------- |
| 1990 | Mejor guion adaptado | Campo de Sueños | Nominado  |

| Año  | Premio       | Categoría                                                                             | Película                  | Resultado |
| ---- | ------------ | ------------------------------------------------------------------------------------- | ------------------------- | --------- |
| 2001 | Premios WGA  | Mejor guion                                                                           | "Canción de libertad"     | Ganador   |
| 2002 | Premios Emmy | Anexo:Primetime Emmy a la mejor dirección - Miniserie, telefilme o especial dramático | Banda de hermanos         | Ganador   |
| 2009 | Premios Emmy | Guion                                                                                 | 81.os Premios de Academia | Nominado  |

## Filmografía como guionista
- Trapper John M.D. (1981) (TV)
- Rhinestone (con Sylvester Stallone) (1984)
- All of Me (1984)
- Fletch (1985) (no acreditado)
- In the Mood (1987) (+ director)
- Field of Dreams (1989) (+ director)
- Relentless (como Jack T.D. Robinson) (1989)
- Sneakers (con Lawrence Lasker y Walter F. Parkes) (1992) (+ director)
- Freedom Song (con Stanley Weiser) (2000) (TV) (+ director)
- Band of Brothers (2001) (TV) (director)
- The Sum of All Fears (2002) (+ director)
- The Angriest Man in Brooklyn (2014) (solo)
- The Good Fight (2017–actualidad) (TV) (creador)
- Juliet, Naked (con Tamara Jenkins, Jim Taylor y Evgenia Peretz) (2018)